# Aspidolea brunnea
Aspidolea brunnea är en skalbaggsart som beskrevs av Höhne 1922. Aspidolea brunnea ingår i släktet Aspidolea och familjen Dynastidae. Inga underarter finns listade.